# Cowania ericifolia
Cowania ericifolia là loài thực vật có hoa trong họ Hoa hồng. Loài này được Torr. ex A. Gray mô tả khoa học đầu tiên năm 1853.